# Hulsig Station
Hulsig Station er en dansk jernbanestation beliggende i landsbyen Hulsig i Vendsyssel, 13 km sydvest for Skagen og 28 km nord for Frederikshavn.
Hulsig Station ligger på Skagensbanen mellem Skagen og Frederikshavn. Stationen åbnede i 1890 og blev anlagt, hvor jernbanen krydsede vejen til Kandestederne. Den betjenes i dag af tog fra jernbaneselskabet Nordjyske Jernbaner, der kører hyppige lokaltog mellem Skagen og Frederikshavn.

## Historie
Der er for få eller ingen kildehenvisninger i dette afsnit, hvilket er et problem. Du kan hjælpe ved at angive troværdige kilder til de påstande, som fremføres.

Stationen blev åbnet ved banens start 24. juli 1890 og havde fra starten både krydsningsspor og læssespor. Efter spormoderniseringen i 1967 blev kun et læssespor bevaret syd for stationsbygningen og varehuset på banens vestside. I 1993 blev der igen etableret krydsningsspor i Hulsig, men samtidig blev læssesporet nedlagt.
I klitten nord for stationen blev der under begge verdenskrige gravet martørv, som var presset sammen af klitsandet. I 1918-22 var der et 1.400 m langt sidespor ud til martørvlejet. Det blev anlagt igen i 1940, men ikke nær så langt.
Den oprindelige stationsbygning, der i de første år også var købmandsforretning, blev udvidet i 1921 efter tegninger af Ulrik Plesner, der var banens arkitekt fra 1913 til hans død i 1933. I 1967 blev stationen nedgraderet til trinbræt, og den tidligere stationsbygning blev solgt i 1969. Den har i en periode også været købmandsgård.
Stationen blev renoveret i 2007 med ny dobbeltperron og nyt venteskur.

## Trafik
Trinbrættet betjenes af tog fra jernbaneselskabet Nordjyske Jernbaner, der foruden Skagensbanen driver Hirtshalsbanen, Vendsysselbanen og Aalborg Nærbane. Så man kan fra Hulsig køre til Skagen den ene vej og uden togskift helt til Skørping via Frederikshavn, Hjørring og Aalborg den anden vej.